# Комісар поліції
Комісар — звання та посадовий ранг у поліції багатьох країн світу, таких як Великої Британії, США, Франція, Італія, та ін.
Носій звання, як правило, є досвідченим поліцейським. У поліцейських службах Великої Британії, Британської Співдружності та США ранг комісара зазвичай позначає керівника поліції територіальної одиниці.
У Франції, Італії, Іспанії та деяких країнах Латинської Америки «комісар» позначає начальника єдиного відділення поліції (аналогічний суперінтенданту у Великій Британії та країнах Співдружності).

## Комісари за країною

### Велика Британія

Знаки розрізнення комісара Столичної поліції Лондона

Комісар (англ. Commissioner) — це ранг, який має головний офіцер поліції поліції Лондонського Сіті та Столичної поліції Лондона. В інших територіальних підрозділах поліції Великої Британії та коронних володінь (констебльствах) цей ранг відсутній, а старшим офіцером є головний констебль.
У поліції Лондонського Сіті також присутній ранг помічника комісара, а в Столичній поліції Лондона присутні ранги заступник помічника комісара, помічник комісара, а також заступник комісара.
Знак рангу, який використовують комісари, являє собою корону короля Едуарда, нижче якої велика чотирипроменева зірка Лазні, нижче якої перехрещені жезли у лавровому вінку.
Знаки розрізнення в міський поліції Лондона вироблені зі сріблястого металу, а в поліції Лондонського Сіті з золотистого металу. По цьому принципу побудовані знаки розрізнення комісарів у більшості країн Британської співдружності, а також у колишніх британських колоніях.

### Австралія
Федеральна поліція Австралії, а також автономні підрозділи поліції штатів та територій підпорядковуються комісарам, які підзвітні перед виборцями через державного міністра.
У поліції штату Вікторія свого часу (під час Золотої лихоманки ХІХ століття) призначалися комісари як для міста так і для золотих копалин. Обидва комісари підпорядковувалися «головному комісару» — ранг, який пережив зникнення попередніх молодших комісарів. У Вікторії, як і в інших місцях, друге місце за рангом займає заступник комісара.
Знак звання, який використовує комісар у федеральній поліції Австралії та поліції Нового Південного Уельсу, це корона над зіркою, які розташовані над вінком всередині якого схрещені стеки, подібно до знаків розрізнення військового генерала. У всіх інших поліцейських силах знаки, це корона над вінком всередині якого схрещені стеки, подібний до знаків військового генерал-лейтенанта.

### Канада
У Канаді ранг комісара Королівської кінної гірської поліції та поліції провінції Онтаріо це найвищий поліцейський ранг.

### Франція

Погони комісара поліції Франції

У національній поліції Франції та інших франкомовних країн, комісар, це звання яке прирівнюється до британського суперінтендант та головного суперінтенданта поліції. Звання яке розташовано вище за рангом має назву «дивізійний комісар».
До 2006 року в національній поліції Франції було чотири комісарських звання: комісар, головний (основний) комісар, дивізійний комісар, генеральний комісар.
Знаки розрізнення комісарів розташовані на погонах. Погони комісарів мають облямівку з срібного шнуру, а також срібне шиття у вигляді дубової гілки. Нижче гілки у дивізійного комісара дві смуги з шнуру, у основного комісара одна смуга, комісар мав лише гілку. Генеральний комісар мав погони з ажурним срібним шиттям, на полі погона розташовувалося дубове гілля нижче якого дві золотисті крапки.
У 2006 році внаслідок реформи скасовано звання головного комісара, знаки розрізнення не змінилися.

### Ірландія
Керівником поліції Ірландії є комісар, якого призначає уряд Ірландії. Безпосередніми підлеглими комісара є два заступники комісара, відповідальні за «Поліцію та безпеку» та «Ефективність та управління» відповідно, а також головний адміністративний офіцер, відповідальний за управління ресурсами (персонал, фінанси, інформація і комунікаційні технології та житло). Країна поділена на чотири географічні поліцейські регіони, які очолюють чотири помічника комісара.
Комісар це найвищий ранг поліції. За знаки розрізнення комісар поліції використовує дві чотирипроменеві зірки над вінком з символом поліції у центрі.

### Ісландія
У поліції Ісландії присутні ранги комісара, такі як комісар поліції та комісар національної поліції. Комісар національної поліції має за знаки розрізнення по чотири шестипроменеві зірки на погонах з повздовжніми жовтими смугами, комісар поліції (як і заступник комісара національної поліції) має на погонах по три зірки. Заступник комісара поліції має на погонах по дві зірки, погони з однією зіркою не використовуються.

### Італія
В Італії «комісарські» звання присутні в Державній поліції, Пенітенціарної поліції та Державному лісовому корпусу.
Карабінери фінансова гвардія, пенітенціарна (тюремна) та державна поліція є чотирма основними національними поліцейськими силами Італії. Особовий склад корпусів карабінерів та фінансової гвардії має звання відвідні військовим званням в Сухопутних військах Збройні сили ІталіїЗСІ (різниця є на рівні унтер-офіцерських звань, де замість сержантських звань використовуються бригадирські звання). Особовий склад Державної та Пенітенціарної поліції мають звання (ранги) які відрізняються від попередньо вказаних двох поліційних сил. 

#### Державна поліція
До 1981 року Державна поліція Італії (італ. Polizia di Stato) була у складі збройних сил . Співробітники поліції, мають особливі ранги відмінні від військових звань, та особливі знаки розрізнення (з  2019 року ). «Комісари» це група рангів, які співвідносяться зі званнями молодшого офіцерського складу карабінерів та фінансової гвардії:  
- Віце-комісар (італ. Vicecommissario) – другий лейтенант. Знаки розрізнення дві восьмипроменеві зірки (розетки) вище поліційного орла. Знаки розрізнення золоті.
- Комісар (італ. Сommissario) – перший лейтенант. Знаки розрізнення три восьмипроменеві зірки (розетки) вище поліційного орла. Знаки розрізнення золоті.
- Старший комісар (італ. Сommissario capo) – капітан. Знаки розрізнення одна восьмипроменева зірка (розетка) вище поліційного орла у оточенні стрічки та з короною. Знаки розрізнення золоті.

Крім того існують ранги які, які співвідносяться зі званнями вищого унтер-офіцерського складу:  
- Заступник комісара (італ. Sostituto сommissario) – суб-лейтенант. Знаки розрізнення одна восьмипроменева зірка (розетка) вище двох поперечних смужок з накладених на них п'ятикутником, які в свою чергу розташовані вище поліційного орла. Знаки розрізнення золоті, зірка має червону облямівку.
- Заступник комісара координатор (італ. Sostituto сommissario coordinatore) – перший суб-лейтенант. Знаки розрізнення одна восьмипроменева зірка (розетка) вище двох поперечних смужок з накладених на них п'ятикутником, які в свою чергу розташовані вище поліційного орла. Знаки розрізнення золоті, зірка та смужки мають червону облямівку.

До 2019 року знаки розрізнення в Державній поліції були аналогічні до відповідних у карабінерів та фінансовій гвардії: 
- Віце-комісар  – знаки розрізнення як у першого лейтенанта карабінерів, дві золоті п’ятипроменеві зірки  вздовж погону вище яких золотий ґудзик з емблемою Державної поліції.
- Комісар  (спеціальна управлінська посада) – знаки розрізнення як у капітана карабінерів, три золоті п’ятипроменеві зірки вздовж погону вище яких золотий ґудзик з емблемою Державної поліції.
- Комісар  (звичайна управлінська посада) – знаки розрізнення як у капітана карабінерів, три золоті п’ятипроменеві зірки розташовані трикутником,  вище яких золотий орел корпусу. Вище якого золотий ґудзик з емблемою Державної поліції.
- Старший комісар – знаки розрізнення як у майора карабінерів, одна золота п’ятипроменева зірка над мурованою короною, вище якої золотий ґудзик з емблемою Державної поліції.

Погони мали темно-червону облямівку.
В італійській поліції комісар (італ. Commissario) є керівником комісаріату, поліцейського відділенням, який може обслуговувати цілий населений пункт невеликих або середніх розмірів, або частину столичного міста. Знаками розрізнення комісара є три зірки на погоні.
Окрім Державної поліції Італії, також присутні місцеві територіальні поліційні органи, що підпорядковуються місцевій владі і мають повноваження в межах своєї територіальної одиниці (муніципальна поліція міста чи поліція  області). Такі органи поліції можуть мати свою ієрархію звань, як мілітаризованих так і ні, і які можуть різнитися від тих, що використовують в Державній поліції. Знаки розрізнення особового складу територіальної поліції можуть бути особливими, притаманними саме для свого регіону чи міста. Так ранги комісарів присутні в територіальних поліціях регіонів: П'ємонт, Ломбардія, Венето, Тренто. Тоскана, Марке, Лаціо, Апулія , Емілія-Романья. Знаки розрізнення схожі на знаки розрізнення караінерів чи Державної поліції (до 2019 року), за винятком форми зірочок (шестипроменеві, іноді семпроменеві замість п’ятипромневих). В деяких територіальних поліціях (як столична поліція Риму) комісарські ранги відсутні, а в деяких ранги поліції повністю мілітаризовані (Південний Тіроль (Бальцано), Сардинія, Кампанія. 

#### Пенітенціарна поліція
Пенітенціарна поліція була створена в 1990 році замість колишнього Корпусу агентів із затримання. Мотивами для створення нової організації були професіоналізація та демілітаризація. До 1990 року звання (та знаки розрізнення) особового складу співпадали з відповідними в корпусах карабінерів та фінансової гвардії, але після заснування нової поліційної служби вони стали демілітаризованими, за зразком таких в Державній поліції.  
Як і в Державній поліції, ранги «комісари» це група рангів, які співвідносяться зі званнями молодшого офіцерського складу карабінерів та фінансової гвардії: віце-комісар, комісар, старший комісар; чи зі званнями вищого унтер-офіцерського складу: заступник комісара, заступник комісара-координатор. Знаки розрізнення відповідні до тих, що використовуються у Державній поліції, за винятком того, що прикладний колів білий замість жовтого,  також поліційний орел на погонах в пенітенціарній поліції має іншу форму та колір (білий).  
До 2019 року знаки розрізнення в Пенітенціарній поліції були аналогічні до відповідних у карабінерів та фінансовій гвардії: 
- Віце-комісар  – знаки розрізнення як у першого лейтенанта карабінерів, дві срібні п’ятипроменеві зірки  вздовж погону вище яких срібний ґудзик з емблемою Пенітенціарної поліції. На парадній формі, два паски на погоні.
- Комісар – знаки розрізнення як у капітана карабінерів, три срібні п’ятипроменеві зірки вздовж погону вище яких срібний ґудзик з емблемою Пенітенціарної поліції. На парадній формі, три паски на погоні.
- Старший комісар – знаки розрізнення як у майора карабінерів, одна срібна п’ятипроменева зірка над мурованою короною, вище якої срібний ґудзик з емблемою Пенітенціарної поліції. На парадній формі, один пасок на витому погоні.

- Комісар координатор – знаки розрізнення як у підполковника карабінерів, дві срібні п’ятипроменеві зірки над мурованою короною, вище якої срібний ґудзик з емблемою Пенітенціарної поліції. На парадній формі, два паски на витому погоні.

Погони мали синю облямівку.

#### Державний лісовий корпус
Корпус державного лісового господарства (італ. Corpo Forestale dello Stato) національна поліцейська агенція в Італії в 1822-2016. Весь персонал був мілітаризований і поглинений підрозділом карабінерів Comando unità per la tutela forestale, ambientale e agroalimentare.
Співробітники лісового корпусу (лісової поліції) мали особливі ранги відмінні від військових звань, але знаки розрізнення подібні до відповідних у карабінерів. «Комісари» - група рангів, які мали відповідники в державній та пенітенціарній поліціях та співвідносяться зі званнями молодшого офіцерського складу карабінерів та фінансової гвардії:  
- Віце-комісар (італ. Vicecommissario) – другий лейтенант. Знаки розрізнення як у першого лейтенанта карабінерів, дві золоті п’ятипроменеві зірки  вздовж погону вище яких золотий ґудзик з емблемою корпусу.
- Комісар  (італ. Сommissario (ruolo direttivo speciale), спеціальна управлінська посада) – перший лейтенант. Знаки розрізнення як у капітана карабінерів, три золоті п’ятипроменеві зірки вздовж погону вище яких золотий ґудзик з емблемою корпусу.
- Комісар  (італ. Сommissario (ruolo ordinario), звичайна управлінська посада) – перший лейтенант. Знаки розрізнення як у капітана карабінерів, три золоті п’ятипроменеві зірки розташовані трикутником,  вище яких золотий орел корпусу. Вище якого золотий ґудзик з емблемою корпусу.
- Старший комісар (італ. Сommissario capo) – капітан. Знаки розрізнення як у майора карабінерів, одна золота п’ятипроменева зірка над короною, вище якої золотий ґудзик з емблемою корпусу.

Комісарські ранги (як у державній та пенітенціарній поліції) серед унтер-офіцерського складу не було. 
Знаки розрізнення комісарів поліції Італії
|                                          |                                                                   |                               |                               |                                  |                                          |                                                                   |                                    |                                    |                                    |
| Державна поліція (після 2019)            | Державна поліція (після 2019)                                     | Державна поліція (після 2019) | Державна поліція (після 2019) | Державна поліція (після 2019)    | Пенітенціарна поліція (після 2019)       | Пенітенціарна поліція (після 2019)                                | Пенітенціарна поліція (після 2019) | Пенітенціарна поліція (після 2019) | Пенітенціарна поліція (після 2019) |
| Заступник комісара Sostituto сommissario | Заступник комісара координатор Sostituto сommissario coordinatore | Віце-комісар Vicecommissario  | Комісар Сommissario           | Старший комісар Сommissario capo | Заступник комісара Sostituto сommissario | Заступник комісара координатор Sostituto сommissario coordinatore | Віце-комісар Vicecommissario       | Комісар Сommissario                | Старший комісар Сommissario capo   |

### Німеччина
У Федеральній поліції Німеччини всі звання старшого особового складу носять назву «комісар» (нім. Kommissar). До цього складу входять такі звання, як: комісар-стажер, комісар, старший комісар, головний комісар 1-го рангу, головний комісар 2-го рангу, перший головний комісар.
Знаками розрізнення комісарів є погони з сріблястими шестипроменевими зірочками (окрім комісара-стажера у якого за знаки розрізнення срібляста смуга на погоні) кількістю від одної, у комісара до п'яти, у першого головного комісара.

### Нова Зеландія
Комісар поліції, голова поліції Нової Зеландії. Комісар призначається на трирічний термін генерал-губернатором та звітує перед міністром поліції. Посада поєднує в собі дві функції: головного констебля, відповідального за правоохоронну діяльність і головного виконавчого директора, відповідального за активи та бюджет. У військовому відношенні звання рівнозначне генерал-лейтенанту.
Закон про поліцію 1886 року відділив поліцію від армії та міліції. Сер Джордж Вітмор був призначений першим комісаром, звітуючи перед міністром оборони. Ранні комісари приїжджали з Сполученого Королівства з досвідом військовим чи правоохоронних органів, наприклад, Уолтер Дінні, який займав посаду інспектора в Скотленд-Ярді.
Знаки розрізнення комісара поліції подібні до знаків розрізнення армійського генерал-лейтенанта, над схрещеними шаблею та жезлом розташована корона.

### Польща
У поліції Польщі, комісар (пол. Komisarz), це молодше офіцерське звання, яке є еквівалентним до армійського поручника. Комісар вище за рангом від підкомісара (підпоручник), та нижче від надкомісара (капітан).
Залежно від займаної посади та служби, отримання звання комісар може відбуватися не раніше, ніж після того, як пробув підкомісаром протягом 3 роки. Надання звання надкомісара може відбуватися не раніше, ніж після 4 років знаходження у званні комісар. Звання комісара, як і всі інші поліцейські звання, є персональними.
Знаками розрізнення комісара з 1995 року є три восьмипроменеві зірки на погоні.

### Болгарія
У поліції Болгарії, комісар це звання керівного складу (єдине звання у цьому складі). Звання комісара поліції відповідає званню полковника в збройних силах.
Також у поліції існують звання головного та старшого комісару (відповідають генерал-лейтенанту та генерал-майору збройних сил), які відносяться до вищого керівного складу.
Знаками розрізнення комісара поліції є погони з двома повздовжніми просвітами з трьома п'ятипроменевими зірками які йдуть вздовж погона.

### США

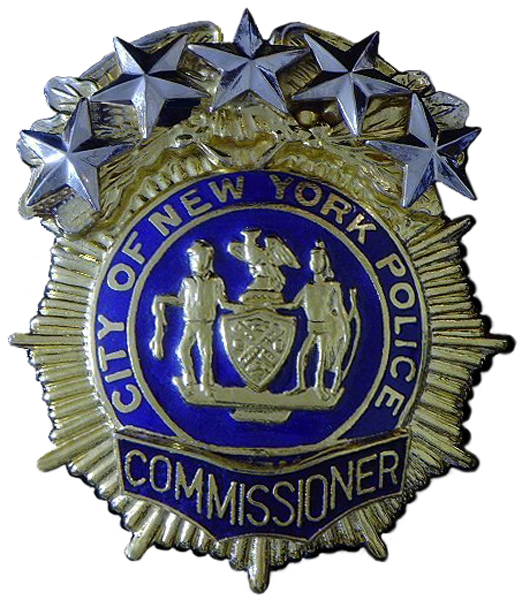
Жетон комісара департаменту поліції міста Нью-Йорка, на якому присутні п'ять зірок.

Деякі американські поліцейські установи використовують звання «комісар» для керівника департаменту поліції. Термін може стосуватися:
- Головний офіцер поліцейського відомства, такого як Дорожня поліція Каліфорнії, департамент поліції Балтімору та департамент поліції Сент-Луїса.
- Цивільний керівник поліцейського відомства, наприклад, у департаменті поліції Нью-Йорка, департаменті поліції Бостона і департаменті поліції округу Нассау.
- Член ради цивільних осіб, які наглядають за поліцейськими установами, такими як департамент поліції Лос-Анджелеса та департаменті поліції Детройту.

У першому випадку, комісар поліції, як офіцер носить однострій, та має відповідні знаки розрізнення. Через те, що в різних департаментах поліції існують різноманітні системи ієрархії звань поліції, а також використовуються різноманітні знаки розрізнення. Знаки розрізнення можуть використовувати знаки розрізнення армійського зразка, як у п'ятизіркового генерала (Дорожня поліція Каліфорнії, департамент поліції Кембриджу), чотиризіркового генерала (Трупери штату Аляска, департамент поліції Балтімору, департамент поліції Філадельфії), двозіркового генерала (Дорожня поліція Оклахоми), полковника (поліція штату Джорджія, поліція штату Пенсільванія, департамент поліції Сент-Луїса).
У другому випадку, хоч комісар поліції і є цивільним керівником поліцейського відомства, але може мати знак своєї посади. Так в департаменті поліції Нью-Йорка найстаршим офіцером є голова департаменту (знаки розрізнення як у чотиризіркового генерала, що також відображено на особовому поліцейському жетоні), але комісар поліції (посада запроваджена Теодором Рузвельтом в 1901 році) має жетон де присутні п'ять зірок (п'ятизірковий генерал).

## Знаки розрізнення комісара різних країн

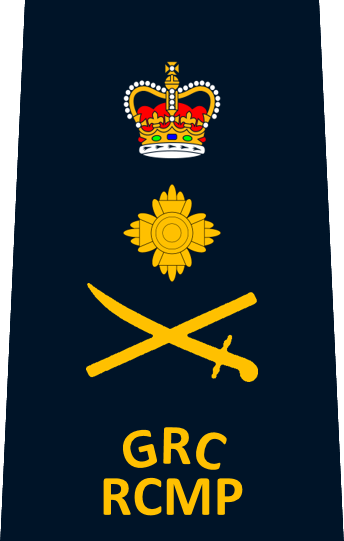
Канадська королівська кінна поліція
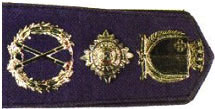
Поліція Мальти
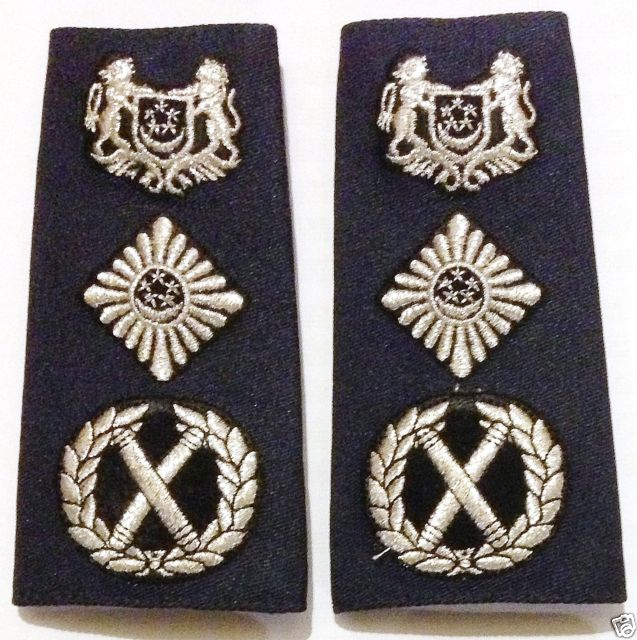
Поліція Сінгапуру
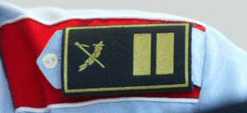
Поліція Каталонії (Іспанія)
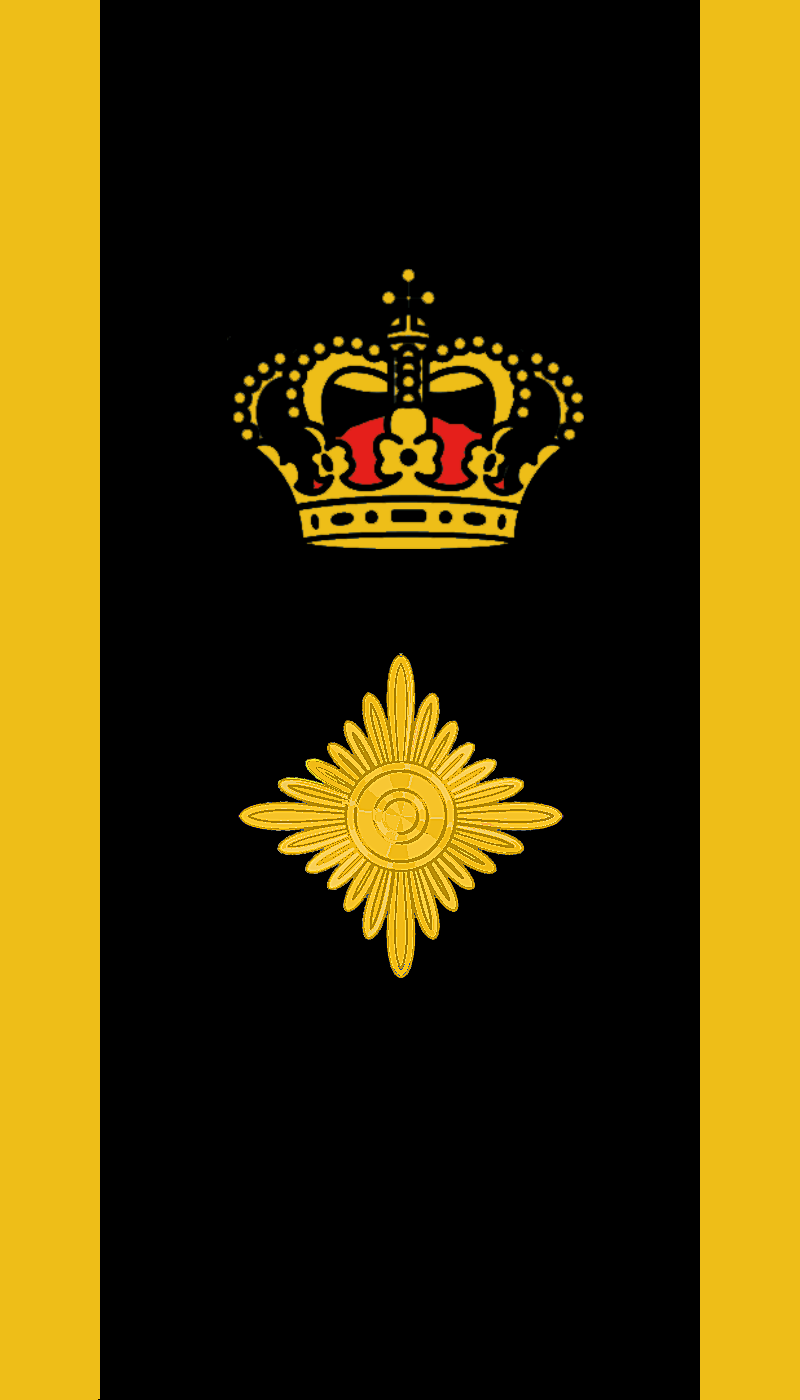
Національна поліції Данії
Національна поліція Франції
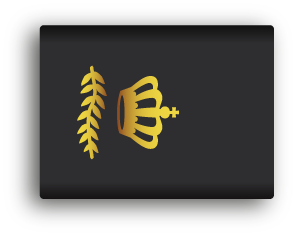
Поліція Нідерландів
Поліція Польщі
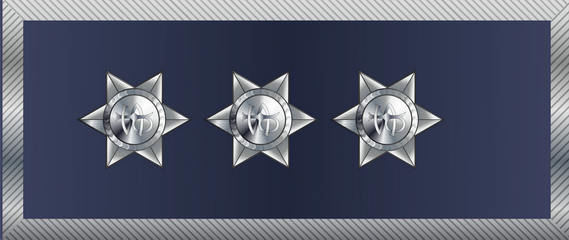
Поліція державної безпеки Португалії
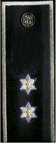
Поліція Румунії
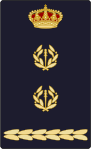
Національна поліція Іспанії
Поліція Швеції
Дорожня поліція Каліфорнії
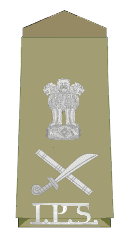
Поліція Індії
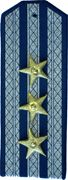
Поліція Болгарії

## Втілення в літературі та кінематографі
- Комісар Мегре — герой серії детективних романів та оповідань Жоржа Сіменона.
- Комісар Каттані — головний герой італійського серіалу «Спрут», роль якого виконував Мікеле Плачідо.
- Мартін Бек — центральний персонаж декалогії шведських авторів Пера Вальо і Май Шевалль («Розанна», 1965 — «Терористи», 1975). Комісар поліції (у перших двох книгах — старший помічник комісара), співробітник відділу з розслідування вбивств кримінальної поліції Стокгольма.
- Джеймс Ґордон — персонаж американських коміксів про Бетмена видавництва DC Comics. Гордон працює комісаром поліції у Ґотем-Сіті. Американський актор Пет Гінгл зіграв комісара поліції в стрічках «Бетмен і Робін», «Бетмен назавжди», «Бетмен повертається», «Бетмен». У таких стрічках, як «Бетмен і Робін», комісар поліції Ґотему, є найстаршим офіцером поліції і має за знаки розрізнення по чотири зірки на погонах.
- У стрічці «Тінь» (1994 рік), головний герой, Ламонт Кренстон (Алек Болдвін), є племінником комісара поліції міста Нью-Йорк, Вейнрайта Барта (Джонатан Вінтерс). Стрічка знята по сюжетам pulp-журналу з такою ж назвою, який виходив в 1931—1949 роках.
- У серії комедійних стрічок «Поліцейська академія», фігурує комісар поліції міста Герст, роль якого виконує актор Джордж Р. Робертсон («Поліцейська академія 2: Їхнє перше завдання», «Поліцейська академія 3: Знову до академії», «Поліцейська академія 4: Квартальна охорона порядку», «Поліцейська академія 5: Операція Маямі-біч», «Поліцейська академія 6: Місто в облозі»). На рукаві комісарського однострою п'ять золотистих смуг, погони виконані з золотих плетених шнурів. Слід зауважити, що комендант Лассард (Джордж Гейнз) має чотири золоті смуги на рукаві, а також має по чотири зірки на кожному з погонів.
- Комісар Міклован (Молдован) — вигаданий комісар румунської поліції у виконанні актора і кінорежисера Серджіу Ніколаеску в стрічках «Комісар поліції і Маля», «Комісар поліції звинувачує», «Реванш», «Чистими руками», «Останній патрон», «Конспірація», «Важкий шлях на Тіпперарі», «Капкан» (1972—1981 рік). В 2008 році виходить чергова стрічка з комісаром Міклованом «Що залишився живим».